# Folke "Masen" Jansson
Karl Folke "Masen" Jansson, född 29 december 1917 i Södertälje, död 25 december 1983 på samma plats, var en svensk ishockeyspelare och idrottsledare. 

## Biografi
Folke Jansson startade sin karriär i Södertälje SK, SSK, 1935 och efter spel i Södertälje IF 1936, var han med och vann SM i ishockey med SSK 1941 och 1944. Han deltog i Sveriges herrlandslag i ishockey i EM och VM i ishockey 1938 i Prag där Sverige slutade femma i VM respektive fyra i EM. Han blev Stor grabb nummer 25 i ishockey. Han slutade sin aktiva karriär 1948. 
Han bedömdes vara unik av sin samtid för sin känsla för taktik och spelanalys. Det var något helt nytt inom ishockeyn på den tiden. Han rörde sig alltid rätt på banan med sin mjuka snabba åkning och var en mästare med klubban - passningarna till medspelarna satt där de skulle. Det var som speldirigent och framspelare han var unik.
Efter sin aktiva karriär fortsatte Folke Jansson som lagledare för SSK 1949–1951. Han hade flera uppdrag inom Svenska Ishockeyförbundet var medlem av Uttagningskommittén (UK) 1949–1961, Tekniska Kommittén (TK) 1954–1961. Under 1949 till 1957 var Folke Jansson lagledare och tränare för Tre Kronor en period inom svensk hockey som gav två VM-guld - 1953 i Schweiz och 1957 i Moskva.
Folke Jansson fortsatte sedan som lagledare inom SSK 1962–1968 och tränade själv A-laget 1962–1965 med assistans av Arne "Månen" Karlsson. Han fortsatte sedan sitt arbete inom SSK:s styrelser och föreningen Gamla SSK:are ända till sin bortgång 1983. Jansson är gravsatt i minneslunden på Södertälje kyrkogård.